# Tour de Sky
 (mars 2024).
Si vous disposez d'ouvrages ou d'articles de référence ou si vous connaissez des sites web de qualité traitant du thème abordé ici, merci de compléter l'article en donnant les références utiles à sa vérifiabilité et en les liant à la section « Notes et références ».
 (mars 2024).
Le tour de Sky est un meeting aérien de Finlande. Il se déroule chaque année dans une ville différente et revient régulièrement à Oulu, son lieu d'origine.
Créé en [Quand ?], le meeting est organisé par l'association aéronautique finlandaise en coopération avec l'armée de l'air finlandaise et First Event Ltd. Les clubs de vol et de parachute locaux participent aussi à son organisation.